# Pierre Celis

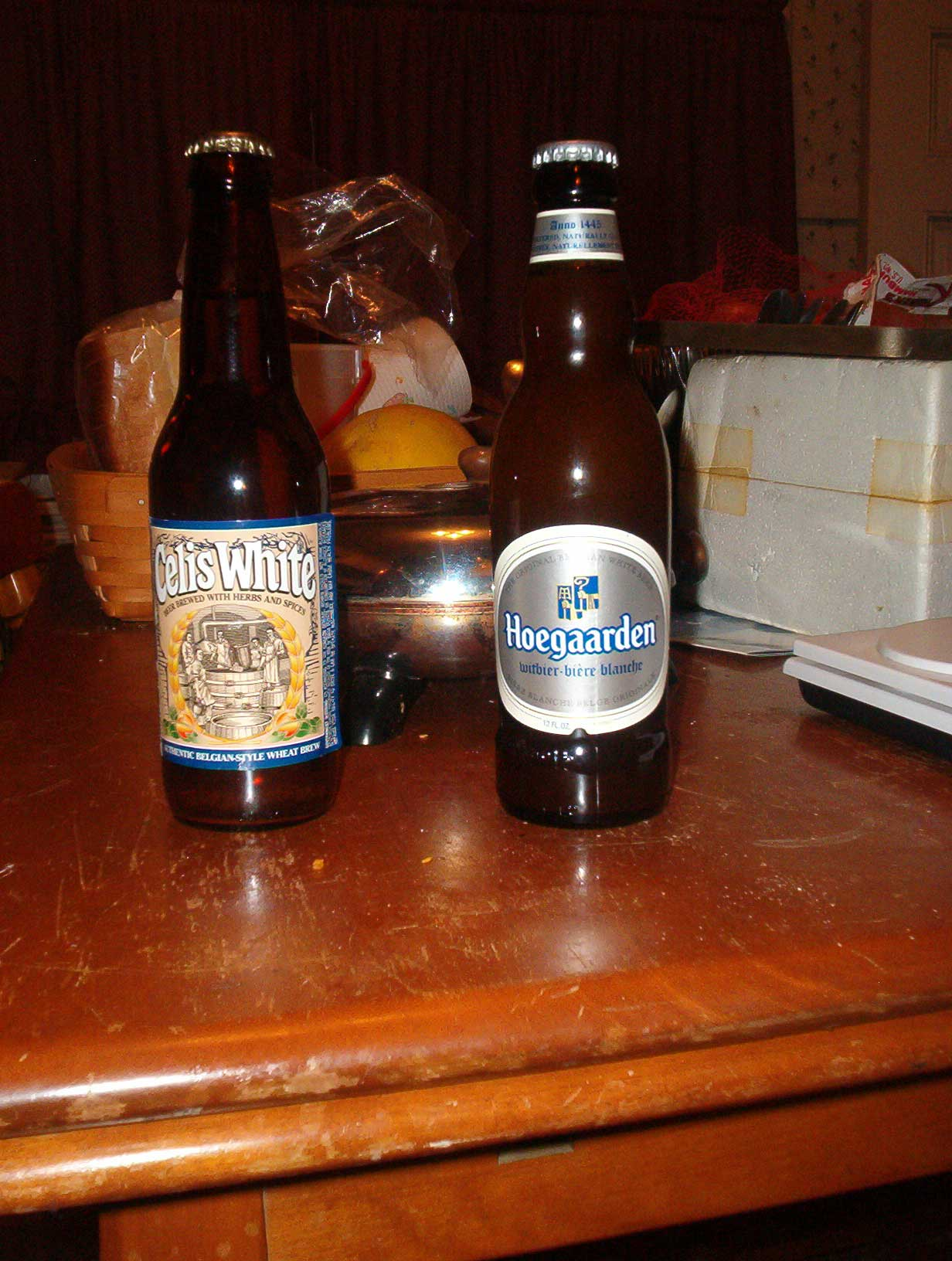
Pierre Celis, brouwer van onder meer de Witte van Hoegaarden en de Celis White.

Pierre Celis (Hoegaarden, 21 maart 1925 - Tienen, 9 april 2011) was een Vlaamse bierbrouwer.
In 1966 stichtte hij in zijn geboortedorp de brouwerij De Kluis, en produceerde onder meer het witbier van Hoegaarden.
Celis was melkman van beroep maar had de brouwersstiel geleerd bij zijn buurman Tomsin, de laatste ambachtelijke brouwer uit Hoegaarden. In 1965, enkele jaren nadat Tomsin sloot, begon Celis op zijn hooizolder met een testbrouwsel. In 1966 stichtte hij de brouwerij De Kluis. Jaar na jaar groeide de productie, mede dankzij de ruggensteun van de burgemeester van het dorp, Frans Huon.
In de jaren tachtig investeerde Celis in de aankoop van Hougardia, een oude limonadefabriek en vormde deze om tot brouwerij. In 1985 werd deze vestiging vernietigd door een brand. Dit ongeluk was de aanleiding voor de overname van de brouwerij door Interbrew, het huidige InBev. 
Na de overname door Interbrew week Pierre Celis tijdelijk uit naar de Verenigde Staten, waar hij in 1991 in Austin, Texas een nieuwe brouwerij begon, Celis brewery. Daar commercialiseerde hij onder andere de Celis White, die ook op de Belgische markt werd verdeeld. Na enige jaren was hij om gezondheidsredenen genoopt ook deze brouwerij aan een groot concern te verkopen, Miller. De tot dan toe stijgende omzetcijfers veranderden onmiddellijk van richting. Het ging van kwaad naar erger en uiteindelijk sloot Miller de brouwerij. Celis keerde hierna terug naar België. Hier liet hij bij een andere brouwerij het Grottenbier brouwen, een bier dat rijpt in de grotten van Kanne.
Op 17 december 2005 werd hij ereburger van Hoegaarden. In maart 2006 kondigde hij aan terug te zullen keren naar Texas om daar in het stadje Blanco de brouwerij Real Ale Brewing Company van een vriend verder uit te bouwen, maar die plannen werden niet gerealiseerd. Intussen verergerden de gezondheidsproblemen. Hij overleed te Tienen in 2011.
In juni 2012 kreeg zijn dochter Christine Celis de merknaam Celis brewery terug in handen en nog datzelfde jaar wilde ze in Austin weer Celis White brouwen volgens het originele recept.
Het duurde tot april 2017 vooraleer het eerste Celisbier in Austin gebrouwen werd.